# Computer Professionals for Social Responsibility
Computer Professionals for Social Responsibility era una organització no lucrativa, fundada l'any 1981 per educar professionals de la informàtica com a qualsevol altre públic interessat sobre l'impacte de les tecnologies de la informació i comunicacions (TIC) en la societat.
El 1981 comença l'activitat de CPSR quan, preocupats per possibles temptatives que induïssin a guerres nuclears va acabar per formar-se un petit grup de discussió el qual es comunicava a través d'una Intranet al Centre de Recerca Xerox PARC (Palo Alto); poc temps després es va sumar a aquest grup la col·laboració d'altres especialistes pertanyents a la Universitat Stanford. L'organització es va dissoldre en 2013.